# Aho Mitakuye Oyasin
Aho Mitákuye Oyás'iŋ (Todos Estamos Relacionados / Por todas Mis Relaciones) es una frase de lengua Lakota. Refleja la visión mundial de interconexión del  pueblo Lakota  de América del Norte. Este concepto y la frase están expresado en muchas oraciones Yankton Sioux , así como en ceremonias en otras comunidades Lakota.
La frase se traduce al español como "todos mis parientes," "todos estamos relacionados" o "todas mis relaciones."  Es una oración  de unidad y armonía con todas las  formas de vida: otras personas, animales, pájaros, insectos, árboles y plantas, e incluso rocas, ríos, montañas y valles.
De trabajo realizado en los años 40, el académico americano Joseph Epes Brown escribió un estudio de Mitákuye Oyás'iŋ y su relevancia en la ideología Sioux  de "conexión subyacente" y "unidad." En ocasiones esta frase se ha usado como saludo o eslogan de forma inapropiada por otras culturas ajenas a la Lakota.
Francis pájaro Blanco afirma que solamente el pueblo Lakota puede utilizar esta frase porque aplica sólo a cultura Lakota.

## El uso actual de "Mitakuyen  Oyasin".
En otras religiones se usa amén, shalom, la paz sea contigo. Mitacuyen Oyasin podría traducirse como "Así es y que así sea". Y el término AHO se puede traducir en "Honro lo que manifiesta el espíritu".[cita requerida]
En el español moderno se usa actualmente en las actividadades realizadas por los Círculos de Hombres MKP : ManKind Project España y ManKind Project México manteniendo el sentido original de la cultura Lakota.